# Alessandro Cialdi
Alessandro Cialdi (Civitavecchia, 9 d'abril de 1807 - Roma, 26 de juny de 1882) va ser un enginyer italià que fou alhora comandant general de la marina pontifical. Prengué part molt activament a la Primera Guerra d'Independència Italiana i participà en el govern de Pellegrino Rossi. Formà part de la Companyia universal del canal marítim de Suez i es feu càrrec de la construcció de Port Saïd. Esdevingué president de l'Acadèmia dels Linxs i corresponent de l'Institut de França

Sopra le ultime disposizioni date ai lavori nel porto canale di Fiumicino, 1848
Le dighe di Portosàido ed il loro insabbiamento, 1869